# Mariano Delgrás
Mariano Delgrás Rivas (c. 1797-1855) fue un médico y académico español, diputado a Cortes durante el reinado de Isabel II.

## Biografía
Nacido en 1797 o 1798 en un pueblo de la provincia de Guadalajara,  según José Manuel López Gómez la localidad de Escamilla, hizo sus estudios de Filosofía y Medicina en la Universidad de Alcalá de Henares. Fue socio de la Academia Médico-Quirúrgica, así como uno de los primeros individuos de la Real Academia de Ciencias Naturales. Fue fundador y director del Boletín de Medicina, Cirugía y Farmacia, además de redactor de El Siglo Médico. Obtuvo escaño de diputado a Cortes por Guadalajara en las elecciones de 1843. Creador de una Sociedad de Socorros Mutuos y premiado con la cruz de comendador de Isabel la Católica, falleció en 1855.